# Tetiana Kozaczenko
Tetiana Wałerijiwna Kozaczenko (ukr. Тетяна Валеріївна Козаченко, ros. Татьяна Валерьевна Козаче́нко, Tatiana Walerijewna Kozaczenko; ur. 18 grudnia 1981 w Równem) – ukraińska narciarka, specjalistka narciarstwa dowolnego. Najlepszy wynik na mistrzostwach świata osiągnęła podczas mistrzostw w Iizuna, gdzie zajęła 8 w skokach akrobatycznych. Jej najlepszym wynikiem olimpijskim jest 4. miejsce w tej samej konkurencji na igrzyskach olimpijskich w Nagano. Najlepsze wyniki w Pucharze Świata osiągnęła w sezonie 1998/1999, kiedy to zajęła 26. miejsce w klasyfikacji generalnej.
W 2006 r. zakończyła karierę.

## Osiągnięcia

### Igrzyska olimpijskie
| Miejsce | Dzień     | Rok  | Miejscowość    | Konkurencja        | Zwycięzca     |
| ------- | --------- | ---- | -------------- | ------------------ | ------------- |
| 4.      | 18 lutego | 1998 | Nagano         | Skoki akrobatyczne | Nikki Stone   |
| 15.     | 18 lutego | 2002 | Salt Lake City | Skoki akrobatyczne | Alisa Camplin |
| 18.     | 22 lutego | 2006 | Turyn          | Skoki akrobatyczne | Evelyne Leu   |

### Mistrzostwa świata
| Miejsce | Dzień       | Rok  | Miejscowość | Konkurencja        | Zwycięzca        |
| ------- | ----------- | ---- | ----------- | ------------------ | ---------------- |
| 8.      | 9 lutego    | 1997 | Iizuna      | Skoki akrobatyczne | Kirstie Marshall |
| 11.     | 13 marca    | 1999 | Meiringen   | Skoki akrobatyczne | Jacqui Cooper    |
| 24.     | 20 stycznia | 2001 | Whistler    | Skoki akrobatyczne | Veronika Bauer   |
| 26.     | 18 marca    | 2005 | Ruka        | Skoki akrobatyczne | Li Nina          |

### Puchar Świata

#### Miejsca w klasyfikacji generalnej
- sezon 1997/1998: 53.
- sezon 1998/1999: 26.
- sezon 1999/2000: 33.
- sezon 2000/2001: 29.
- sezon 2001/2002: 38.
- sezon 2004/2005: 93.
- sezon 2005/2006: 42.

#### Miejsca na podium
1. Mont Gabriel – 8 stycznia 2006 (skoki) – 3. miejsce